# 빅토르 엘름
빅토르 세바스티안 엘름(Viktor Sebastian Elm, 1985년 11월 13일 ~ )은 스웨덴의 전 축구 선수이다. 형제로는 같은 축구 선수인 칼마르 FF에서 함께 뛰었던 다비드 엘름과 라스무스 엘름이 있다.